# Итилон
Итилон (греч. Οίτυλον ή Οίτυλο, прежде — Βοίτυλον) — деревня в Греции. Расположена на высоте 206 м над уровнем моря, в западной части полуострова Мани, на северном берегу бухты Лименион залива Месиниакос Средиземного моря. Административно относится к общине Анатолики-Мани в периферийной единице Лакония в периферии Пелопоннес. Население 224 человека по переписи 2011 года.

## История
Древний город Этил (др.-греч. Οἴτυλος, лат. Oetylus) упоминается Гомером. По преданию, переданному Павсанием, герой Этил, по имени которого было дано название городу был аргивянин, сын Амфианакта и внук Антимаха. Страбон сообщает, что некоторые называли город Бетилом (др.-греч. Βοίτυλος). В период римского владычества являлся одним из городов общины элевтеролаконов, независимых от Спарта. Павсаний упоминает храм Сераписа и деревянную статую Аполлона Карнейского на площади.

## Сообщество Итилон
Сообщество Итилон (Κοινότητα Οιτύλου) создано в 1912 году (ΦΕΚ 261Α). В сообщество входит пять населённых пунктов. Население 392 человека по переписи 2011 года. Площадь 26,366 квадратных километров.
| Арфингия      | 0   |
| Карасостасион | 80  |
| Итилон        | 224 |
| Хотасия       | 49  |
| Элеохорион    | 39  |

## Население
| Год  | Население, человек |
| ---- | ------------------ |
| 1991 | 238                |
| 2001 | 258                |
| 2011 | ↘ 204              |